# Leandra mexicana
Leandra mexicana är en tvåhjärtbladig växtart som först beskrevs av Charles Victor Naudin, och fick sitt nu gällande namn av Célestin Alfred Cogniaux. Leandra mexicana ingår i släktet Leandra och familjen Melastomataceae. Inga underarter finns listade i Catalogue of Life.